# Ford Boss
Ford Boss — внутреннее обозначение бензиновых двигателей внутреннего сгорания V8 объёмом 6,2 л производства Ford Motor Company, которые выпускались с 2010 по декабрь 2022 года. Ранее с 2002 года название Boss присваивалось двигателям Ford Modular V8 производства Ford Performance Vehicles и Ford Motor Company of Australia.

## Технические характеристики
- Объём: 6,2 л (379 кубических дюймов)
- Диаметр цилиндра: 102 мм
- Ход поршня: 95 мм
- Клапанный механизм: SOHC
- Мощность: 287—370 кВт (385—500 л. с.)[4][5]
- Крутящий момент: 549—588 Н⋅м

## Применения
- 2010—2014 Ford F-150 Raptor, 411 л. с. (306 кВт) при 5500 об/мин, 588 Н⋅м при 4500 об/мин[6]
- 2011—2014 Ford F-150, 411 л. с. (306 кВт) при 5500 об/мин, 588 Н⋅м при 4500 об/мин
- 2011—2016 Ford F-250/F-350 Super Duty, 385 л. с. (287 кВт) при 5500 об/мин, 549 Н⋅м при 4500 об/мин
- 2017—2022 Ford F-250/F-350 Super Duty, 385 л. с. (287 кВт) при 5750 об/мин, 583 Н⋅м при 3800 об/мин
- 2017—2019 Ford E-350/E-450